# Paavo Aaltonen
Paavo Johannes Aaltonen (* 12. Dezember 1919 in Kemi; † 9. September 1962 in Sipoo) war ein finnischer Gerätturner. In seiner Karriere wurde er sowohl Olympiasieger als auch Weltmeister.
Bei den Olympischen Sommerspielen 1948 in London gewann er im Pferdsprung und am Seitpferd jeweils Gold. Die Goldmedaille am Seitpferd teilte er sich mit seinen punktgleichen Landsmännern Veikko Huhtanen und Heikki Savolainen. Eine weitere Goldmedaille erhielt er in der Mehrkampf-Mannschaftswertung. In der Mehrkampf-Einzelwertung wurde er Dritter.
1950 wurde er bei den Turn-Weltmeisterschaften Weltmeister am Reck.
Bei den in Helsinki stattfindenden Olympischen Sommerspielen 1952 gewann er in der Mannschaftswertung Bronze.